# Ivo Politeo
Ivo Politeo (Split, 26. siječnja 1887. – Zagreb, 14. listopada 1956.), hrvatski odvjetnik,  pisac pravnih tekstova i prevoditelj, urednik i pokretač više novina. Sin Dinka Politea.

## Životopis
Ivo Politeo rodio se u Splitu 1887. godine. Od 1919. do smrti radi kao odvjetnik u Zagrebu. Istakao se kao branitelj u brojnim političkim sudskim procesima, osobito u obrani komunista u razdoblju Prve Jugoslavije. Branio je npr. Josipa Broza Tita u poznatom Bombaškom procesu 1928. godine te Aliju Alijagića, atentatora na ministra unutarnjih poslova u Vladi Kraljevine SHS Milorada Draškovića. Bio je prvi predsjednik Advokatske komore Hrvatske (1929.) i Jugoslavije (1931.). Nakon Drugog svjetskog rata i formiranja komunističke Druge Jugoslavije ponovo je branio političke optuženike, pa tako i kardinala Alojzija Stepinca. Njegov obrambeni govor na suđenju kardinalu Stepincu smatran je biserom odvjetničke vještine usprkos tome što je za pripremu obrane imao vrlo kratak rok i bio mu je dozvoljen samo jedan razgovor s kardinalom Stepincem.
Bio je urednikom novina Slobodne novine : organ narodnih socijalista (izdavane od 1920. do 1925.)
Imao je niz značajnih dužnosti u stručnim odvjetničkim udruženjima od predsjednika Odvjetničke komore u Zagrebu do potpredsjednika Međunarodne unije advokata. Za Međunarodnu komoru odvjetnika izradio je Kodeks odvjetničke etike (1954), posluživši kao temelj kodeksu koji je prva u SFRJ 1967. donijela Advokatska komora Hrvatske.

## Spomen
- Na stogodišnjicu njegova rođenja, 1987. godine, na kući u Zagrebu u kojoj je živio i radio, od Odvjetničke komore Hrvatske i Odvjetničkog zbora Grada Zagreba, postavljena je spomen-ploča s likom dr. Ive Politea.
- Od 1977. godine Hrvatska odvjetnička komora (HOK) dodjeljuje plaketu "dr. Ivo Politeo". Dodjeljuje se za osobite zasluge na unapređenju i afirmaciji odvjetništva kao samostalne i neovisne službe, za zasluge u razvoju kolegijalnih odnosa te podizanju uloge odvjetništva u zemlji i inozemstvu.[4] To je Najviša nagrada hrvatskog odvjetništva.[5]

## Djela
- Edmond Rostand Chantecler (prikaz sadržaja), Zagreb 1910.
- Alphonse Daudet, Grijeh žene (prijevod sa francuskoga), Zagreb 1920.
- Politički delikt, Narodna knjižnica, Zagreb, 1921.
- Vanstečajna prinudna nagodba, Hrvatski štamparski zavod, Zagreb, 1923.
- S braniteljske govornice: zbirka govora devetorice zagrebačkih odvjetnika u kaznenim raspravama, Merkantile, Zagreb, 1928.
- Pravni položaj bankovnih činovnika i namještenika Jgoslavije i pravilnici i poslovnici, u: Pravila bankovnih činovnika i namještenika Jugoslavije, Zagreb 1928, 5 - 13.
- Stečajni zakon za kraljevinu Jugoslaviju: zakon o prinudnom poravnanju van stečaja i zakon o uvodenju u život obiju zakona sva tri od 22.XI.1929., Tipografija, Zagreb, 1929.
- Stečajni zakon za Kraljevinu Jugoslaviju, Zagreb 1929 (uvod i primjedbe: Ivo Politeo).
- Zakon o suzbijanju nelojalne utakmice: od 4.4.1930., Minerva, Zagreb, 1930.
- Zakon o pobijanju pravnih djela izvan stečaja od 22.I.1931: tekst zakona popratio s predgovorom i primjetbama Ivo Politeo, Tipografija, Zagreb, 1931.
- Trgovački i ostali privatni namještenici prema službodavcima i zakonu, na temelju zakona o radnjama od 5.XI.1931., Epoha, Zagreb, 1932.
- Radno pravo, Tipografija, Zagreb, 1934.
- Obrana jednog optuženika, Štamparija "Grafika", Zagreb, 1935.
- O potrebi kodifikacije radnog prava, Beograd 1937 (Privrednik).
- Pravna literatura - motor ili balast, T. Napredak, Pančevo, 1939.
- Povodom novih sudskih uredaba, T. Napredak, Pančevo, 1939.
- Uvod u radno pravo. (Nastupno predavanje pisca kao honor. nastavnika na pravnome fakultetu sveučilišta u Zagrebu dne 30.III.1940.), T. Napredak, Beograd, 1940.